# Shahr-e No
Shahr-e No (en persan : شهرنو, « Ville nouvelle ») est l'ancien quartier chaud de Téhéran (Iran), situé à Gomrok, un quartier au sud-ouest. 
Apparu dans les années 1920 et rasé en 1979, il a employé jusqu'à environ 1 500 femmes. Son emplacement est aujourd'hui occupé par un parc et par un hôpital.

## Histoire
La prostitution à Téhéran est attestée depuis les années 1870, à divers endroits de la ville (les maisons closes étaient signalées par une lanterne). Au cours des quarante années suivantes, les prostituées sont devenues plus visibles, s'affichant dans les rues. En mars 1922, le ministère de l'intérieur du gouvernement, alors laïc, a organisé une rafle partielle des prostituées et les a rassemblées à Shahr-e No, une zone proche de la citadelle. Les autres prostituées de Téhéran les ont rejointes au cours des onze années suivantes, puis Shahr-e No a été encerclé d'un mur en briques haut de 2,50 m, avec interdiction aux femmes d'en sortir. En juillet 1979, la foule ayant assisté à l'exécution de trois femmes accusées de proxénétisme a pris d'assaut le quartier, brûlé les bordels, persécuté les femmes et semé la panique. À cette époque l'enceinte s'étendait sur plus de 13 ha et abritait 1 500 femmes, 753 vendeurs de rue, 178 commerces et deux théâtres. L'État a terminé le travail l'année suivante, en rasant au bulldozer tout le site, qui est devenu une immense friche. La République islamique s'est ensuite employée à en faire disparaître tout souvenir, en détruisant les livres et les films qui en attestaient l'existence. Les cartes de la ville sont marquées d'un rectangle légendé : « parc en construction ». Restent quelques rares témoignages, notamment un reportage photographique du photojournaliste iranien Kaveh Golestan (en). La zone n'a été réaménagée qu'en 1998, en parc citadin,,.